# Zeki Çelik
Mehmet Zeki Çelik (Yildirim, 17 febbraio 1997) è un calciatore turco, difensore della Roma e della nazionale turca.

## Caratteristiche tecniche
E' un terzino destro abile soprattutto nella difesa a 4, ma ha giocato anche come ala di centrocampo nel modulo con difesa a tre.
Nelle ultime stagioni in giallorosso ha giocato spesso anche come difensore centrale laterale (braccetto) nella difesa a tre.

## Carriera

### Club

#### Bursaspor, Bursa Nilüferspor e Istanbulspor
Cresciuto nelle giovanili del Bursaspor, Nel 2015-2016 trascorre la stagione in prestito al Bursa Nilüferspor, poi passa all'İstanbulspor, con cui trova 3 reti in 64 presenze complessive in 2 stagioni.

#### Lilla
Nell'estate 2018 si trasferisce al Lilla, militante nel massimo campionato francese. S'impone sin da subito come titolare sulla fascia destra e il 28 aprile 2019 trova il suo primo gol con i francesi, nella vittoria per 5-0 ai danni del Nîmes. Il 23 maggio 2021, grazie anche al suo contributo con 3 gol e 3 assist in stagione (2 gol nella fase finale della stagione, nei successi contro Metz e Nizza), il Lilla si laurea campione di Francia.

#### Roma
Il 5 luglio 2022 viene acquistato a titolo definitivo dalla Roma. Debutta con i capitolini il 22 agosto seguente, in occasione del match di Serie A vinto contro la Cremonese (1-0).              Il 13 febbraio 2025 in occasione dei playoff di andata contro il Porto trova il suo primo gol in giallorosso nell'1-1 in trasferta.

### Nazionale
Il 20 marzo 2018 è stato convocato per la prima volta in nazionale maggiore. Ha esordito il 5 giugno seguente in occasione dell'amichevole pareggiata 1-1 contro la Russia. Da lì in poi diventa il terzino destro titolare della nazionale turca, con cui trova i suoi primi due gol il 2 giugno 2019, siglando entrambi i gol nella vittoria per 2-0 in amichevole contro l'Uzbekistan.
Il 14 maggio 2021 viene convocato per gli europei.

## Statistiche

### Presenze e reti nei club
Statistiche aggiornate al 25 maggio 2025.
| Stagione            | Squadra             | Campionato          | Campionato | Campionato | Coppe nazionali | Coppe nazionali | Coppe nazionali | Coppe continentali | Coppe continentali | Coppe continentali | Altre coppe | Altre coppe | Altre coppe | Totale | Totale |
| Stagione            | Squadra             | Comp                | Pres       | Reti       | Comp            | Pres            | Reti            | Comp               | Pres               | Reti               | Comp        | Pres        | Reti        | Pres   | Reti   |
| ------------------- | ------------------- | ------------------- | ---------- | ---------- | --------------- | --------------- | --------------- | ------------------ | ------------------ | ------------------ | ----------- | ----------- | ----------- | ------ | ------ |
| 2015-2016           | Bursa Nilüferspor   | 3L                  | 34         | 0          | TK              | 1               | 0               | -                  | -                  | -                  | -           | -           | -           | 35     | 0      |
| 2016-2017           | İstanbulspor        | 2L                  | 31         | 0          | TK              | 0               | 0               | -                  | -                  | -                  | -           | -           | -           | 31     | 0      |
| 2017-2018           | İstanbulspor        | 1L                  | 33         | 3          | TK              | 5               | 0               | -                  | -                  | -                  | -           | -           | -           | 38     | 3      |
| Totale İstanbulspor | Totale İstanbulspor | Totale İstanbulspor | 64         | 3          |                 | 5               | 0               |                    | -                  | -                  |             | -           | -           | 69     | 3      |
| 2018-2019           | Lilla               | L1                  | 34         | 1          | CF+CdL          | 0+2             | 0               | -                  | -                  | -                  | -           | -           | -           | 36     | 1      |
| 2019-2020           | Lilla               | L1                  | 23         | 0          | CF+CdL          | 1+2             | 0               | UCL                | 6                  | 0                  | -           | -           | -           | 31     | 0      |
| 2020-2021           | Lilla               | L1                  | 29         | 3          | CF              | 2               | 0               | UEL                | 4                  | 1                  | -           | -           | -           | 35     | 4      |
| 2021-2022           | Lilla               | L1                  | 32         | 2          | CF              | 1               | 1               | UCL                | 7                  | 0                  | SF          | 0           | 0           | 40     | 3      |
| Totale Lilla        | Totale Lilla        | Totale Lilla        | 118        | 6          |                 | 8               | 1               |                    | 17                 | 1                  |             | 0           | 0           | 143    | 8      |
| 2022-2023           | Roma                | A                   | 24         | 0          | CI              | 2               | 0               | UEL                | 8                  | 0                  | -           | -           | -           | 34     | 0      |
| 2023-2024           | Roma                | A                   | 17         | 0          | CI              | 1               | 0               | UEL                | 11                 | 0                  | -           | -           | -           | 29     | 0      |
| 2024-2025           | Roma                | A                   | 31         | 0          | CI              | 2               | 0               | UEL                | 10                 | 1                  | -           | -           | -           | 43     | 1      |
| 2025-2026           | Roma                | A                   | -          | -          | CI              | -               | -               | UEL                | -                  | -                  | -           | -           | -           | -      | -      |
| Totale Roma         | Totale Roma         | Totale Roma         | 72         | 0          |                 | 5               | 0               |                    | 29                 | 1                  |             | -           | -           | 106    | 1      |
| Totale carriera     | Totale carriera     | Totale carriera     | 288        | 9          |                 | 19              | 1               |                    | 46                 | 2                  |             | -           | -           | 353    | 12     |

### Cronologia presenze e reti in nazionale
| Cronologia completa delle presenze e delle reti in nazionale ― Turchia | Cronologia completa delle presenze e delle reti in nazionale ― Turchia | Cronologia completa delle presenze e delle reti in nazionale ― Turchia | Cronologia completa delle presenze e delle reti in nazionale ― Turchia | Cronologia completa delle presenze e delle reti in nazionale ― Turchia | Cronologia completa delle presenze e delle reti in nazionale ― Turchia | Cronologia completa delle presenze e delle reti in nazionale ― Turchia | Cronologia completa delle presenze e delle reti in nazionale ― Turchia |
| Data                                                                   | Città                                                                  | In casa                                                                | Risultato                                                              | Ospiti                                                                 | Competizione                                                           | Reti                                                                   | Note                                                                   |
| ---------------------------------------------------------------------- | ---------------------------------------------------------------------- | ---------------------------------------------------------------------- | ---------------------------------------------------------------------- | ---------------------------------------------------------------------- | ---------------------------------------------------------------------- | ---------------------------------------------------------------------- | ---------------------------------------------------------------------- |
| 5-6-2018                                                               | Mosca                                                                  | Russia                                                                 | 1 – 1                                                                  | Turchia                                                                | Amichevole                                                             | -                                                                      | 90’                                                                    |
| 10-9-2018                                                              | Solna                                                                  | Svezia                                                                 | 2 – 3                                                                  | Turchia                                                                | UEFA Nations League 2018-2019 - 1º turno                               | -                                                                      |                                                                        |
| 14-10-2018                                                             | Soči                                                                   | Russia                                                                 | 2 – 0                                                                  | Turchia                                                                | UEFA Nations League 2018-2019 - 1º turno                               | -                                                                      |                                                                        |
| 17-11-2018                                                             | Eskişehir                                                              | Turchia                                                                | 0 – 1                                                                  | Svezia                                                                 | UEFA Nations League 2018-2019 - 1º turno                               | -                                                                      |                                                                        |
| 22-3-2019                                                              | Scutari                                                                | Albania                                                                | 0 – 2                                                                  | Turchia                                                                | Qual. Euro 2020                                                        | -                                                                      | 46’                                                                    |
| 25-3-2019                                                              | Eskişehir                                                              | Turchia                                                                | 4 – 0                                                                  | Moldavia                                                               | Qual. Euro 2020                                                        | -                                                                      |                                                                        |
| 2-6-2019                                                               | Alanya                                                                 | Turchia                                                                | 2 – 0                                                                  | Uzbekistan                                                             | Amichevole                                                             | 2                                                                      |                                                                        |
| 8-6-2019                                                               | Konya                                                                  | Turchia                                                                | 2 – 0                                                                  | Francia                                                                | Qual. Euro 2020                                                        | -                                                                      |                                                                        |
| 11-6-2019                                                              | Reykjavík                                                              | Islanda                                                                | 2 – 1                                                                  | Turchia                                                                | Qual. Euro 2020                                                        | -                                                                      | 56’                                                                    |
| 7-9-2019                                                               | Istanbul                                                               | Turchia                                                                | 1 – 0                                                                  | Andorra                                                                | Qual. Euro 2020                                                        | -                                                                      |                                                                        |
| 10-9-2019                                                              | Chișinău                                                               | Moldavia                                                               | 0 – 4                                                                  | Turchia                                                                | Qual. Euro 2020                                                        | -                                                                      |                                                                        |
| 11-10-2019                                                             | Istanbul                                                               | Turchia                                                                | 1 – 0                                                                  | Albania                                                                | Qual. Euro 2020                                                        | -                                                                      |                                                                        |
| 14-10-2019                                                             | Saint-Denis                                                            | Francia                                                                | 1 – 1                                                                  | Turchia                                                                | Qual. Euro 2020                                                        | -                                                                      | 53’                                                                    |
| 14-11-2019                                                             | Istanbul                                                               | Turchia                                                                | 0 – 0                                                                  | Islanda                                                                | Qual. Euro 2020                                                        | -                                                                      | 90+4’                                                                  |
| 6-9-2020                                                               | Belgrado                                                               | Serbia                                                                 | 0 – 0                                                                  | Turchia                                                                | UEFA Nations League 2020-2021 - 1º turno                               | -                                                                      | 46’                                                                    |
| 11-10-2020                                                             | Mosca                                                                  | Russia                                                                 | 1 – 1                                                                  | Turchia                                                                | UEFA Nations League 2020-2021 - 1º turno                               | -                                                                      |                                                                        |
| 14-10-2020                                                             | Istanbul                                                               | Turchia                                                                | 2 – 2                                                                  | Serbia                                                                 | UEFA Nations League 2020-2021 - 1º turno                               | -                                                                      |                                                                        |
| 15-11-2020                                                             | Istanbul                                                               | Turchia                                                                | 3 – 2                                                                  | Russia                                                                 | UEFA Nations League 2020-2021 - 1º turno                               | -                                                                      | 64’                                                                    |
| 24-3-2021                                                              | Istanbul                                                               | Turchia                                                                | 4 – 2                                                                  | Paesi Bassi                                                            | Qual. Mondiali 2022                                                    | -                                                                      |                                                                        |
| 3-6-2021                                                               | Paderborn                                                              | Turchia                                                                | 2 – 0                                                                  | Moldavia                                                               | Amichevole                                                             | -                                                                      |                                                                        |
| 11-6-2021                                                              | Roma                                                                   | Turchia                                                                | 0 – 3                                                                  | Italia                                                                 | Euro 2020 - 1º turno                                                   | -                                                                      |                                                                        |
| 16-6-2021                                                              | Baku                                                                   | Turchia                                                                | 0 – 2                                                                  | Galles                                                                 | Euro 2020 - 1º turno                                                   | -                                                                      |                                                                        |
| 20-6-2021                                                              | Baku                                                                   | Svizzera                                                               | 3 – 1                                                                  | Turchia                                                                | Euro 2020 - 1º turno                                                   | -                                                                      | 75’                                                                    |
| 1-9-2021                                                               | Istanbul                                                               | Turchia                                                                | 2 – 2                                                                  | Montenegro                                                             | Qual. Mondiali 2022                                                    | -                                                                      | 77’                                                                    |
| 4-9-2021                                                               | Gibilterra                                                             | Gibilterra                                                             | 0 – 3                                                                  | Turchia                                                                | Qual. Mondiali 2022                                                    | -                                                                      | 46’                                                                    |
| 8-10-2021                                                              | Istanbul                                                               | Turchia                                                                | 1 – 1                                                                  | Norvegia                                                               | Qual. Mondiali 2022                                                    | -                                                                      |                                                                        |
| 11-10-2021                                                             | Riga                                                                   | Lettonia                                                               | 1 – 2                                                                  | Turchia                                                                | Qual. Mondiali 2022                                                    | -                                                                      |                                                                        |
| 13-11-2021                                                             | Istanbul                                                               | Turchia                                                                | 6 – 0                                                                  | Gibilterra                                                             | Qual. Mondiali 2022                                                    | -                                                                      | 46’                                                                    |
| 16-11-2021                                                             | Podgorica                                                              | Montenegro                                                             | 1 – 2                                                                  | Turchia                                                                | Qual. Mondiali 2022                                                    | -                                                                      | 90+1’                                                                  |
| 24-3-2022                                                              | Porto                                                                  | Portogallo                                                             | 3 – 1                                                                  | Turchia                                                                | Qual. Mondiali 2022                                                    | -                                                                      | 35’ 90’                                                                |
| 11-6-2022                                                              | Lussemburgo                                                            | Lussemburgo                                                            | 0 – 2                                                                  | Turchia                                                                | UEFA Nations League 2022-2023 - 1º turno                               | -                                                                      |                                                                        |
| 14-6-2022                                                              | Smirne                                                                 | Turchia                                                                | 2 – 0                                                                  | Lituania                                                               | UEFA Nations League 2022-2023 - 1º turno                               | -                                                                      |                                                                        |
| 22-9-2022                                                              | Istanbul                                                               | Turchia                                                                | 3 – 3                                                                  | Lussemburgo                                                            | UEFA Nations League 2022-2023 - 1º turno                               | -                                                                      |                                                                        |
| 25-9-2022                                                              | Tórshavn                                                               | Fær Øer                                                                | 2 – 1                                                                  | Turchia                                                                | UEFA Nations League 2022-2023 - 1º turno                               | -                                                                      |                                                                        |
| 16-11-2022                                                             | Diyarbakır                                                             | Turchia                                                                | 2 – 1                                                                  | Scozia                                                                 | Amichevole                                                             | -                                                                      | 54’                                                                    |
| 28-3-2023                                                              | Bursa                                                                  | Turchia                                                                | 0 – 2                                                                  | Croazia                                                                | Qual. Euro 2024                                                        | -                                                                      |                                                                        |
| 16-6-2023                                                              | Riga                                                                   | Lettonia                                                               | 2 – 3                                                                  | Turchia                                                                | Qual. Euro 2024                                                        | -                                                                      | 32’ 71’                                                                |
| 19-6-2023                                                              | Samsun                                                                 | Turchia                                                                | 2 – 0                                                                  | Galles                                                                 | Qual. Euro 2024                                                        | -                                                                      | 16’ 60’                                                                |
| 8-9-2023                                                               | Eskişehir                                                              | Turchia                                                                | 1 – 1                                                                  | Armenia                                                                | Qual. Euro 2024                                                        | -                                                                      | 61’                                                                    |
| 15-10-2023                                                             | Konya                                                                  | Turchia                                                                | 4 – 0                                                                  | Lettonia                                                               | Qual. Euro 2024                                                        | -                                                                      | 46’                                                                    |
| 18-11-2023                                                             | Berlino                                                                | Germania                                                               | 2 – 3                                                                  | Turchia                                                                | Amichevole                                                             | -                                                                      |                                                                        |
| 21-11-2023                                                             | Cardiff                                                                | Galles                                                                 | 1 – 1                                                                  | Turchia                                                                | Qual. Euro 2024                                                        | -                                                                      | 46’ 72’                                                                |
| 22-3-2024                                                              | Budapest                                                               | Ungheria                                                               | 1 – 0                                                                  | Turchia                                                                | Amichevole                                                             | -                                                                      | 77’                                                                    |
| 26-3-2024                                                              | Vienna                                                                 | Austria                                                                | 6 – 1                                                                  | Turchia                                                                | Amichevole                                                             | -                                                                      | 78’                                                                    |
| 4-6-2024                                                               | Bologna                                                                | Italia                                                                 | 0 – 0                                                                  | Turchia                                                                | Amichevole                                                             | -                                                                      | 66’                                                                    |
| 18-6-2024                                                              | Dortmund                                                               | Turchia                                                                | 3 – 1                                                                  | Georgia                                                                | Euro 2024 - 1º turno                                                   | -                                                                      | 85’                                                                    |
| 22-6-2024                                                              | Dortmund                                                               | Turchia                                                                | 0 – 3                                                                  | Portogallo                                                             | Euro 2024 - 1º turno                                                   | -                                                                      | 42’                                                                    |
| 6-7-2024                                                               | Berlino                                                                | Paesi Bassi                                                            | 2 – 1                                                                  | Turchia                                                                | Euro 2024 - Quarti di finale                                           | -                                                                      | 82’                                                                    |
| 6-9-2024                                                               | Cardiff                                                                | Galles                                                                 | 0 – 0                                                                  | Turchia                                                                | UEFA Nations League 2024-2025 - 1º turno                               | -                                                                      | 60’ 90’                                                                |
| 9-9-2024                                                               | Smirne                                                                 | Turchia                                                                | 3 – 1                                                                  | Islanda                                                                | UEFA Nations League 2024-2025 - 1º turno                               | -                                                                      | 74’                                                                    |
| 11-10-2024                                                             | Samsun                                                                 | Turchia                                                                | 1 – 0                                                                  | Montenegro                                                             | UEFA Nations League 2024-2025 - 1º turno                               | -                                                                      | 62’                                                                    |
| 14-10-2024                                                             | Reykjavík                                                              | Islanda                                                                | 2 – 4                                                                  | Turchia                                                                | UEFA Nations League 2024-2025 - 1º turno                               | -                                                                      |                                                                        |
| 16-11-2024                                                             | Kayseri                                                                | Turchia                                                                | 0 – 0                                                                  | Galles                                                                 | UEFA Nations League 2024-2025 - 1º turno                               | -                                                                      | 75’                                                                    |
| 7-6-2025                                                               | East Hartford                                                          | Stati Uniti                                                            | 1 – 2                                                                  | Turchia                                                                | Amichevole                                                             | -                                                                      |                                                                        |
| Totale                                                                 |                                                                        | Presenze                                                               | 54                                                                     |                                                                        | Reti                                                                   | 2                                                                      |                                                                        |

| Cronologia completa delle presenze e delle reti in nazionale ― Turchia under 21 | Cronologia completa delle presenze e delle reti in nazionale ― Turchia under 21 | Cronologia completa delle presenze e delle reti in nazionale ― Turchia under 21 | Cronologia completa delle presenze e delle reti in nazionale ― Turchia under 21 | Cronologia completa delle presenze e delle reti in nazionale ― Turchia under 21 | Cronologia completa delle presenze e delle reti in nazionale ― Turchia under 21 | Cronologia completa delle presenze e delle reti in nazionale ― Turchia under 21 | Cronologia completa delle presenze e delle reti in nazionale ― Turchia under 21 |
| Data                                                                            | Città                                                                           | In casa                                                                         | Risultato                                                                       | Ospiti                                                                          | Competizione                                                                    | Reti                                                                            | Note                                                                            |
| ------------------------------------------------------------------------------- | ------------------------------------------------------------------------------- | ------------------------------------------------------------------------------- | ------------------------------------------------------------------------------- | ------------------------------------------------------------------------------- | ------------------------------------------------------------------------------- | ------------------------------------------------------------------------------- | ------------------------------------------------------------------------------- |
| 24-3-2017                                                                       | Istanbul                                                                        | Turchia under 21                                                                | 1 – 1                                                                           | Ucraina under 21                                                                | Amichevole                                                                      | -                                                                               |                                                                                 |
| 28-3-2017                                                                       | Istanbul                                                                        | Turchia under 21                                                                | 4 – 0                                                                           | Azerbaigian under 21                                                            | Amichevole                                                                      | -                                                                               |                                                                                 |
| 31-8-2017                                                                       | Praga                                                                           | Rep. Ceca under 21                                                              | 1 – 1                                                                           | Turchia under 21                                                                | Amichevole                                                                      | -                                                                               |                                                                                 |
| 5-9-2017                                                                        | Lovanio                                                                         | Belgio under 21                                                                 | 0 – 0                                                                           | Turchia under 21                                                                | Qual. Europeo Under-21 2019                                                     | -                                                                               |                                                                                 |
| 5-10-2017                                                                       | Larnaca                                                                         | Cipro under 21                                                                  | 2 – 1                                                                           | Turchia under 21                                                                | Qual. Europeo Under-21 2019                                                     | -                                                                               |                                                                                 |
| 10-10-2017                                                                      | Istanbul                                                                        | Turchia under 21                                                                | 0 – 0                                                                           | Ungheria under 21                                                               | Qual. Europeo Under-21 2019                                                     | -                                                                               |                                                                                 |
| 10-11-2017                                                                      | Ta' Qali                                                                        | Malta under 21                                                                  | 0 – 1                                                                           | Turchia under 21                                                                | Qual. Europeo Under-21 2019                                                     | -                                                                               |                                                                                 |
| 14-11-2017                                                                      | Istanbul                                                                        | Turchia under 21                                                                | 1 – 2                                                                           | Belgio under 21                                                                 | Qual. Europeo Under-21 2019                                                     | -                                                                               | 36’                                                                             |
| 23-3-2018                                                                       | Adalia                                                                          | Turchia under 21                                                                | 0 – 3                                                                           | Svezia under 21                                                                 | Qual. Europeo Under-21 2019                                                     | -                                                                               |                                                                                 |
| Totale                                                                          |                                                                                 | Presenze                                                                        | 9                                                                               |                                                                                 | Reti                                                                            | 0                                                                               |                                                                                 |

## Palmarès

### Club
- TFF 2. Lig: 1

Istanbulspor: 2016-2017
- Campionato francese: 1

Lilla: 2020-2021
- Supercoppa francese: 1

Lilla: 2021